# Michael Frey
Michael Frey (Münsingen, 19 juli 1994) is een Zwitsers voetballer die doorgaans als aanvaller speelt. Hij verruilde FC Zürich in augustus 2018 voor Fenerbahçe SK. Op 17 juni 2021 tekende hij een 3-jarige overeenkomst met Royal Antwerp FC.

## Clubcarrière

### Jeugd
Frey begon op vijfjarige leeftijd met voetballen bij de club uit zijn geboortedorp, FC Münsingen. Daarna speelde hij in de jeugd bij BSC Young Boys en twee seizoenen bij FC Thun. Frey debuteerde in het seizoen 2011/12 in de hoofdmacht van Young Boys, op dat moment actief in de Super League.
Sindsdien speelde de spits elk seizoen voor een andere ploeg; achtereenvolgens voor Lille OSC, FC Luzern, alweer Young Boys, FC Zürich, Fenerbahçe en FC Nürnberg.

### Waasland-Beveren
Zijn uitleenbeurt bij FC Nürnberg was geen succes met amper vijf goals in 32 wedstrijden. Daarop vond hij onder huurcontract zijn weg naar Waasland-Beveren om er zijn carrière te herlanceren. Wat de spits wonderwel lukte met 17 goals in 31 wedstrijden, waaronder een hattrick tegen KV Kortrijk. Desondanks zakte Beveren naar Eerste Klasse B op het einde van het seizoen 2021/22. 

### Royal Antwerp
Heel wat Belgische clubs toonden interesse in Frey die nog onder contract stond bij Fenerbahçe. Royal Antwerp FC trok uiteindelijk aan het langste eind en gaf hem in juni 2021 een contract voor drie jaren. De club zag in hem de ideale vervanger voor de vertrokken spits Dieumerci Mbokani.
Zijn eerste seizoen met Antwerp begon uitstekend met vijf goals in één wedstrijd op de derde speeldag, uit op Standard. De vorige speler die dit kunstje lukte in een Belgische competitiematch was Wesley Sonck in 2002. Echter een week later tegen Charleroi brak de goalgetter een botje in de linkerknie en werd een inactiviteit van twee à drie maanden verwacht. Na twee weken stond Frey verrassend alweer op het veld en scoorde prompt de 2-0 tegen OH Leuven.

## Clubstatistieken
| Seizoen | Club               | Land                 | Competitie         | Competitie | Competitie | Beker | Beker | Internationaal | Internationaal | Totaal | Totaal |
| Seizoen | Club               | Land                 | Competitie         | Wed.       | Dlp.       | Wed.  | Dlp.  | Wed.           | Dlp.           | Wed.   | Dlp.   |
| ------- | ------------------ | -------------------- | ------------------ | ---------- | ---------- | ----- | ----- | -------------- | -------------- | ------ | ------ |
| 2011/12 | BSC Young Boys     | Vlag van Zwitserland | Super League       | 2          | 1          | 0     | 0     | 0              | 0              | 2      | 1      |
| 2012/13 | BSC Young Boys     | Vlag van Zwitserland | Super League       | 31         | 4          | 2     | 4     | 10             | 1              | 43     | 9      |
| 2013/14 | BSC Young Boys     | Vlag van Zwitserland | Super League       | 33         | 9          | 2     | 0     | —              | —              | 35     | 9      |
| 2014/15 | BSC Young Boys     | Vlag van Zwitserland | Super League       | 7          | 3          | 1     | 0     | 4              | 2              | 12     | 5      |
| 2014/15 | Lille OSC          | Vlag van Frankrijk   | Ligue 1            | 15         | 2          | 3     | 1     | 3              | 0              | 21     | 3      |
| 2015/16 | → FC Luzern        | Vlag van Zwitserland | Super League       | 16         | 4          | 1     | 0     | —              | —              | 17     | 4      |
| 2016/17 | BSC Young Boys     | Vlag van Zwitserland | Super League       | 29         | 8          | 4     | 4     | 8              | 1              | 41     | 13     |
| 2017/18 | FC Zürich          | Vlag van Zwitserland | Super League       | 31         | 12         | 5     | 4     | —              | —              | 36     | 16     |
| 2018/19 | FC Zürich          | Vlag van Zwitserland | Super League       | 3          | 0          | 0     | 0     | —              | —              | 3      | 0      |
| 2018/19 | Fenerbahçe         | Vlag van Turkije     | Süper Lig          | 14         | 3          | 3     | 0     | 5              | 2              | 22     | 5      |
| 2019/20 | → 1. FC Nürnberg   | Vlag van Duitsland   | 2. Bundesliga      | 31         | 4          | 1     | 1     | —              | —              | 32     | 5      |
| 2020/21 | Fenerbahçe         | Vlag van Turkije     | Süper Lig          | 1          | 0          | 0     | 0     | —              | —              | 1      | 0      |
| 2020/21 | → Waasland-Beveren | Vlag van België      | Jupiler Pro League | 29         | 14         | 2     | 3     | —              | —              | 31     | 17     |
| 2021/22 | Antwerp FC         | Vlag van België      | Jupiler Pro League | 39         | 24         | 1     | 0     | 6              | 0              | 46     | 24     |
| 2022/23 | Antwerp FC         | Vlag van België      | Jupiler Pro League | 14         | 7          | 3     | 1     | 6              | 1              | 23     | 9      |
| 2022/23 | → Schalke 04       | Vlag van Duitsland   | Bundesliga         | 15         | 0          | 0     | 0     | —              | —              | 15     | 0      |
| Totaal  | Totaal             | Totaal               | Totaal             | 310        | 95         | 28    | 18    | 42             | 7              | 380    | 120    |

Bijgewerkt op 28 mei 2023.

## Interlandcarrière
Frey kwam uit voor diverse Zwitserse nationale jeugdselecties.

## Erelijst
| Competitie             | Aantal    | Jaren     |
| FC Zürich              | FC Zürich | FC Zürich |
| ---------------------- | --------- | --------- |
| Zwitserse voetbalbeker | 1x        | 2017/18   |

## Trivia
- In de Europa League campagne van 2018/19 scoorde Frey met Fenerbahçe één keer in beide matchen tegen RSC Anderlecht.[7][8]

2 Corbanie ·
3 B. Engels ·
4 Riedewald ·
5 Deman ·
6 Odoi ·
7 Kerk ·
8 Praet ·
9 Chery ·
10 Balikwisha ·
14 Valencia ·
18 Janssen ·
20 Doumbia ·
22 Adekami ·
23 Alderweireld  ·
25 Bataille ·
26 Bozhinov ·
30 Scott ·
33 Van den Bosch ·
46 Smits ·
54 Renders ·
75 Verstraeten ·
81 Devalckeneer ·
91 Lammens ·
Coach: Andries Ulderink